# Dalila Bela
Dalila Bela, née le 5 octobre 2001 à Montréal au Québec est une actrice canadienne.
Elle est surtout connue pour son interprétation de Diana Barry dans la série télévisée Anne with an E créée d'après le roman Anne… la maison aux pignons verts de Lucy Maud Montgomery.

## Biographie

### Jeunesse et formation
Elle naît à Montréal au Québec. Elle a deux jeune frères, prénommés Raphael Alejandro et Bruce Salomon.
Son père est d'origine panaméenne et sa mère d'origine brésilienne.
Elle parle couramment l'anglais (sa langue maternelle), le français, l'espagnol et le portugais.
Elle vit actuellement à Vancouver avec sa famille.

### Carrière
Elle commence sa carrière d'actrice à l'âge de cinq ans, dans une publicité nationale. Un an après, elle gagne le "best actor of the year". Puis elle gagne le Young Artist Award, pour la meilleure performance dans un vidéofilm, The Stranger en 2011.
Elle a joué le rôle de Taylor Pringle dans le film Journal d'un dégonflé : Rodrick fait sa loi, en 2011 et sa suite Le Journal d'un dégonflé : Ça fait suer ! en 2012.
En 2017, elle joue dans la série télévisée Anne créée d'après le roman Anne… la maison aux pignons verts de Lucy Maud Montgomery. Elle y interprète le rôle de Diana Barry.

## Filmographie

### Cinéma

#### Longs métrages
- 2010 : The Stranger de Robert Lieberman : la petite fille
- 2011 : Journal d'un dégonflé : Rodrick fait sa loi (Diary of a Wimpy Kid: Rodrick Rules) de David Bowers : Taylor Pringle
- 2012 : Le Journal d'un dégonflé : Ça fait suer ! (Diary of a Wimpy Kid: Dog Days) de David Bowers : Taylor Pringle
- 2012 : Grave Encounters 2 de John Poliquin : Kaitlin
- 2013 : That Burning Feeling de Jason James : Queenatta
- 2013 : Rapture-Palooza (en) de Chris Matheson : une petite fille
- 2013 : Leap 4 Your Life de Gary Hawes : Amy
- 2016 : Odd Squad: The Movie de J.J. Johnson : Agent Olive

#### Courts métrages
- 2010 : Kid's Court de Kelvin Redvers : Megan
- 2011 : Joanna Makes a Friend de Jeremy Lutter : Joanna
- 2014 : The Trailer Dead Hearts : Lola Littleton
- 2023 : Scordatura de Aiden Meade : Alex
- prochainement : Fix de Bruce Salomon : Margaret Santos

### Télévision

#### Séries télévisées
- 2009 : Supernatural : une petite fille (saison 5, épisode 6)
- 2009 : Fringe : Jenny Burgess (saison 2, épisode 3)
- 2010 : L'Heure de la peur (R.L. Stine's The Haunting Hour) : une fille jalouse (saison 1, épisode 1)
- 2012 : Mr. Young : Lucy Roboto (saison 3, épisode 2)
- 2013 : The Tomorrow People : la sœur de Cara (saison 1, épisode 3)
- 2014 : Les 100 (The 100) : Leigh (saison 1, épisode 9)
- 2014 - 2016 : Odd Squad (en) : Agent Olive (41 épisodes)
- 2015 : Once Upon a Time : Guenièvre enfant (saison 5, épisode 4)
- 2016 : Annedroids (Annedroids) : une étudiante (1 épisode)
- 2017 - 2019 : Anne with an E : Diana Barry (17 épisodes - en cours)
- 2019 : Beats in a Bagel Shop : Dalila (9 épisodes)
- 2021 : Odd Squad: Mobile Unit : Olive (1 épisode)

#### Téléfilms
- 2009 : Le Bonheur en cadeau (Debbie Macomber's Mrs. Miracle) de Michael M. Scott : une jeune fille
- 2012 : Ce Noël qui a changé ma vie (It's Christmas, Carol!) de Michael Scott : Carol à 9 ans
- 2013 : Twist of Faith de Paul A. Kaufman : Felicia
- 2017 : The Adventure Club de Geoff Anderson : Sandy Leeman

### Doublage

#### Films d'animations
- 2012 : Mes parrains fêtent Noël (A Fairly Odd Christmas) de Savage Steve Holland : Jingle Jill
- 2013 : Positively Ozitively : Dot
- 2021 : Pil de Julien Fournet : Pil

#### Série d'animation
- 2016 : Ready Jet Go! : Sydney (17 épisodes)
- 2021 : Doug, le robot curieux : Miss Molly (1 épisode)

## Discographie

### Singles
- 2023 : Stay
- 2024 : Girl in the mirror
- 2024 : Bittersweet
- 2024 : Confession
- 2025 : Without You